# Medetera bistriata
Medetera bistriata är en tvåvingeart som beskrevs av Octave Parent 1929. Medetera bistriata ingår i släktet Medetera och familjen styltflugor. Inga underarter finns listade i Catalogue of Life.